# やさまたしやみ
やさまたしやみは、日本のイラストレーター・ゲームの原画家である。アニメーターを経て姫屋ソフトに入社し、シーズウェア所属となって1993年に『禁断の血族』で原画家デビューする。なお、剣乃ゆきひろが企画・脚本を行った『DESIRE 背徳の螺旋』ではキャラクターデザイン・原画を担当したが、リメイクであるセガサターン版では原画が田島直に変更となった。

## 参加作品

### シーズウェア
- 禁断の血族
- 悦楽の学園
- DESIRE 背徳の螺旋
- XENON -夢幻の肢体-
- C's Break
- GLO・RI・A 禁断の血族
- 寿 KOTOBUKI

### その他
- Rabid Helix（Aaru）
- IDOL剥落LESSON（Studioなべ奉行）
- WORM（REALDEAL）

## 同人活動
ペンネームと同名の同人サークルを主宰していたが、その後サークル名を巌魂薹にてペンネームをフコリにした。
作品名「 あのコ達が大変なことになってます」「姫の休日」「ぷるんぷるんするあの娘」「じつにけしからんにゃんこ」「OGのあっちの日常」等